# Chester (Illinois)
Chester é uma cidade localizada no estado americano de Illinois, no Condado de Randolph.

## Demografia
Segundo o censo americano de 2000, a sua população era de 5185 habitantes.
Em 2006, foi estimada uma população de 7840, um aumento de 2655 (51.2%).

## Geografia
De acordo com o United States Census Bureau tem uma área de
15,3 km², dos quais 15,3 km² cobertos por terra e 0,0 km² cobertos por água. Chester localiza-se a aproximadamente 188 m acima do nível do mar.

## Localidades na vizinhança
O diagrama seguinte representa as localidades num raio de 20 km ao redor de Chester.